# 대릴 F. 재넉
대릴 프랜시스 재넉(영어: Darryl Francis Zanuck, 1902년 9월 5일 ~ 1979년 12월 22일)은 미국의 20세기 영화 제작자이다. 할리우드의 초기 시스템을 이끈 거물 제작자의 한 명으로 현 20세기 폭스의 조상격인 인물이다. 《나의 계곡은 푸르렀다》(1941), 《신사협정》(1947), 《이브의 모든 것》(1950)으로 아카데미 작품상을 수상했다.
무성영화 배우였던 버지니아 폭스와 결혼했고, 1남 2녀를 낳았다. 그중 외아들 리처드 D. 재넉이 영화 제작자로 성장했다.

## 아카데미 작품상 수상 실적
| 연도    | 결과 | 제목                                              | 감독                                    |
| ------- | ---- | ------------------------------------------------- | --------------------------------------- |
| 1929-30 | 후보 | 디즈레일리 Disraeli                               | 앨프리드 E. 그린                        |
| 1932-33 | 후보 | 42번가 42nd Street                                | 로이드 베이컨                           |
| 1934    | 후보 | 로스차일드의 집 The House of Rothschild           | 앨프리드 L. 워커                        |
| 1935    | 후보 | 레미제라블 Les Misérables                         | 리처드 볼레스와프스키                   |
| 1937    | 후보 | 시카고 In Old Chicago                             | 헨리 킹                                 |
| 1938    | 후보 | 알렉산더의 래그타임 밴드 Alexander's Ragtime Band | 헨리 킹                                 |
| 1940    | 후보 | 분노의 포도 The Grapes of Wrath                   | 존 포드                                 |
| 1941    | 수상 | 나의 계곡은 푸르렀다 How Green Was My Valley      | 존 포드                                 |
| 1944    | 후보 | 윌슨 Wilson                                       | 헨리 킹                                 |
| 1946    | 후보 | 면도날 The Razor's Edge                           | 에드먼드 굴딩                           |
| 1947    | 수상 | 신사협정 Gentleman's Agreement                    | 엘리아 카잔                             |
| 1949    | 후보 | 정오의 총격 Twelve O'Clock High                   | 헨리 킹                                 |
| 1950    | 수상 | 이브의 모든 것 All About Eve                      | 조지프 L. 맹키위츠                      |
| 1956    | 후보 | 왕과 나 The King and I                            | 월터 랭                                 |
| 1962    | 후보 | 지상 최대의 작전 The Longest Day                  | 켄 애너킨, 앤드루 마턴, 베른하르트 비키 |